# Dominica tại Thế vận hội
Dominica tham dự Thế vận hội lần đầu tiên năm 1996, và từ đó đến nay liên tục gửi vận động viên (VĐV) tới các kỳ Thế vận hội Mùa hè. Quốc gia này lần đầu tham gia Thế vận hội Mùa đông năm 2014.
Kỳ năm 2012, Dominica có hai đại diện là Luan Gabriel tranh tài nội dung 200 mét và Erison Hurtault nội dung 400 mét.
Ủy ban Olympic quốc gia của Dominica được thành lập năm 1993 và được công nhận năm 1998, 20 năm sau khi nước này độc lập năm 1978.

## Bảng huy chương

### Huy chương tại các kỳ Thế vận hội Mùa hè
| Thế vận hội         | Số VĐV        | Số VĐV theo môn | Số VĐV theo môn | Vàng          | Bạc           | Đồng          | Tổng số       | Xếp thứ       |
| Thế vận hội         | Số VĐV        | Điền kinh       | Bơi lội         |               |               |               |               |               |
| ------------------- | ------------- | --------------- | --------------- | ------------- | ------------- | ------------- | ------------- | ------------- |
| 1896–1992           | không tham dự | không tham dự   | không tham dự   | không tham dự | không tham dự | không tham dự | không tham dự | không tham dự |
| Atlanta 1996        | 6             | 5               | 1               | 0             | 0             | 0             | 0             | –             |
| Sydney 2000         | 4             | 2               | 2               | 0             | 0             | 0             | 0             | –             |
| Athens 2004         | 2             | 2               | 0               | 0             | 0             | 0             | 0             | –             |
| Bắc Kinh 2008       | 2             | 2               | 0               | 0             | 0             | 0             | 0             | –             |
| Luân Đôn 2012       | 2             | 2               | 0               | 0             | 0             | 0             | 0             | –             |
| Rio de Janeiro 2016 | 2             | 2               | 0               | 0             | 0             | 0             | 0             | –             |
| Tokyo 2020          | chưa diễn ra  |                 |                 |               |               |               |               |               |
| Tổng số             | Tổng số       | Tổng số         | Tổng số         | 0             | 0             | 0             | 0             | –             |

### Huy chương tại các kỳ Thế vận hội Mùa đông
| Thế vận hội      | Số VĐV        | Vàng          | Bạc           | Đồng          | Tổng số       | Xếp thứ       |               |
| 1924–2010        | không tham dự | không tham dự | không tham dự | không tham dự | không tham dự | không tham dự | không tham dự |
| Sochi 2014       | 2             | 0             | 0             | 0             | 0             | –             |               |
| Pyeongchang 2018 | không tham dự | không tham dự | không tham dự | không tham dự | không tham dự | không tham dự | không tham dự |
| Bắc Kinh 2022    | chưa diễn ra  | chưa diễn ra  | chưa diễn ra  | chưa diễn ra  | chưa diễn ra  | chưa diễn ra  | chưa diễn ra  |
| Tổng số          | Tổng số       | 0             | 0             | 0             | 0             | –             |               |